# Tha Ruea (huyện)
Tha Ruea (tiếng Thái: ท่าเรือ) là một huyện (‘‘amphoe’’) ở đông bắc tỉnh Ayutthaya, miền trung Thái Lan.

## Lịch sử
Tên ban đầu của huyện là Nakhon Noi. Năm 1916, huyện được đổi tên Tha Ruea để tưởng nhớ lịch sử quan trọng của huyện này.
Khi người thợ săn tìm thấy dấu chân Đức Phật ở tỉnh Sara Buri, vua Songtham đã đi bằng thuyền hoàng gia dọc theo sông Pa Sak để niệm phật. Vua đã cho dừng thuyền ở huyện này và đi tiếp bằng đường bộ đến nơi có dấu chân Phật. Từ tiếng Thái Tha Ruea nghĩa là bến cảng.

## Địa lý
Các huyện giáp ranh (từ phía bắc theo chiều kim đồng hồ) là Don Phut, Ban Mo, Sao Hai, Nong Saeng của tỉnh Saraburi, Phachi và Nakhon Luang của tỉnh Ayutthaya.